# 拉利伯塔德區
拉利伯塔德區（西班牙語：Distrito de La Libertad），是秘魯的一個區，位於該國北部安卡什大區的瓦拉斯省，始建於1907年11月11日，面積164.26平方公里，海拔高度3,300米，2005年人口1,359，人口密度為每平方公里8.3人。